# Paratrichius loi
Paratrichius loi är en skalbaggsart som beskrevs av Kobayashi och Tanikado 2003. Paratrichius loi ingår i släktet Paratrichius och familjen Cetoniidae. Inga underarter finns listade i Catalogue of Life.